# Xoán-Manuel Casado
Xoán-Manuel Casado Martínez (Barcelona, 1949-2002) fou un poeta gallec.
Fill de l'escriptor i poeta Manuel Casado Nieto. Va estudiar dret a la Universitat Central de Barcelona. Va publicar dues novel·les, O inverno do lobo (1986, Premi Blanco-Amor) i Os brasileiros (1985), i el llibre de converses Xosé Luis Méndez Ferrín (1989) en col·laboració amb Xosé M. Salgado. Com a poeta, es va donar a conèixer amb Rexistro de Menores espantos (1973), Os preludios (1980), Libro de Caldelas (1982, Premi Nacional da Crítica) i Antigo futuro (1986). En Crónica persoal (2006), títol inèdit, es recullen els poemaris editats per l'autor, els que restaven inèdits i una sèrie de composicions disperses per diferents publicacions.